# MS Volcán de Tindaya
El Volcán de Tindaya es un ferry operado por la armadora española Naviera Armas. Fue construido y entregado a Armas en 2003 y desde entonces opera la ruta entre las localidades de Corralejo (Fuerteventura) y Playa Blanca (Lanzarote). El barco lleva el nombre de la montaña Tindaya en Fuerteventura.

## Diseño y construcción
El Volcán de Tindaya fue construido en la ciudad española de Vigo, por el astillero Hijos de J. Barreras. La embarcación tiene 78,10 metros de eslora, 15,50 metros de manga y un calado de 3,3 metros. Su velocidad de servicio es de 16 nudos (30 km / h; 18 mph).
El buque está propulsado por dos motores diésel principales, cada uno capaz de proporcionar 2 600 kilovatios (3 500 CV) de potencia, y dos motores diésel auxiliares, cada uno capaz de proporcionar 550 kilovatios (740 CV) de potencia. Los motores diesel impulsan dos hélices de 315 rpm. El barco también tiene dos propulsores de proa transversales de 330 kW accionados eléctricamente.
El barco puede transportar hasta 700 pasajeros (incluida la tripulación) y 120 vehículos en rutas de aproximadamente 2 600 millas (4 200 km). Los pasajeros se distribuyen en tres cubiertas y hay una sola cubierta para vehículos.
El barco tiene dos maneras en las que los coches pueden entrar. Una de ella es por la popa, que tiene dos puertas “levadizas” que bajan y se conectan con la rampa que hay en el puerto. La otra es embarcar por la proa, un sistema más complejo que consiste en levantar la proa y desplegar una rampa.